# Костобе (Туркестанская область)
Костобе (каз. Қостөбе, до 2000 г. — Кызылжалау) — село в Толебийском районе Туркестанской области Казахстана. Входит в состав Каратобинского сельского округа. Код КАТО — 515853200.

## Население
В 1999 году население села составляло 467 человек (241 мужчина и 226 женщин). По данным переписи 2009 года, в селе проживал 541 человек (277 мужчин и 264 женщины).

## Известные жители и уроженцы
- Богембаев, Айтжан (1893 — ?) — Герой Социалистического Труда.